# Vincy-Reuil-et-Magny
Pour les articles homonymes, voir Reuil (homonymie).
Vincy-Reuil-et-Magny est une commune française située dans le département de l'Aisne, en région Hauts-de-France.

## Géographie
- 1Carte dynamique
- 2Carte OpenStreetMap
- 3Carte topographique
- 4Carte avec les communes environnantes

### Communes limitrophes

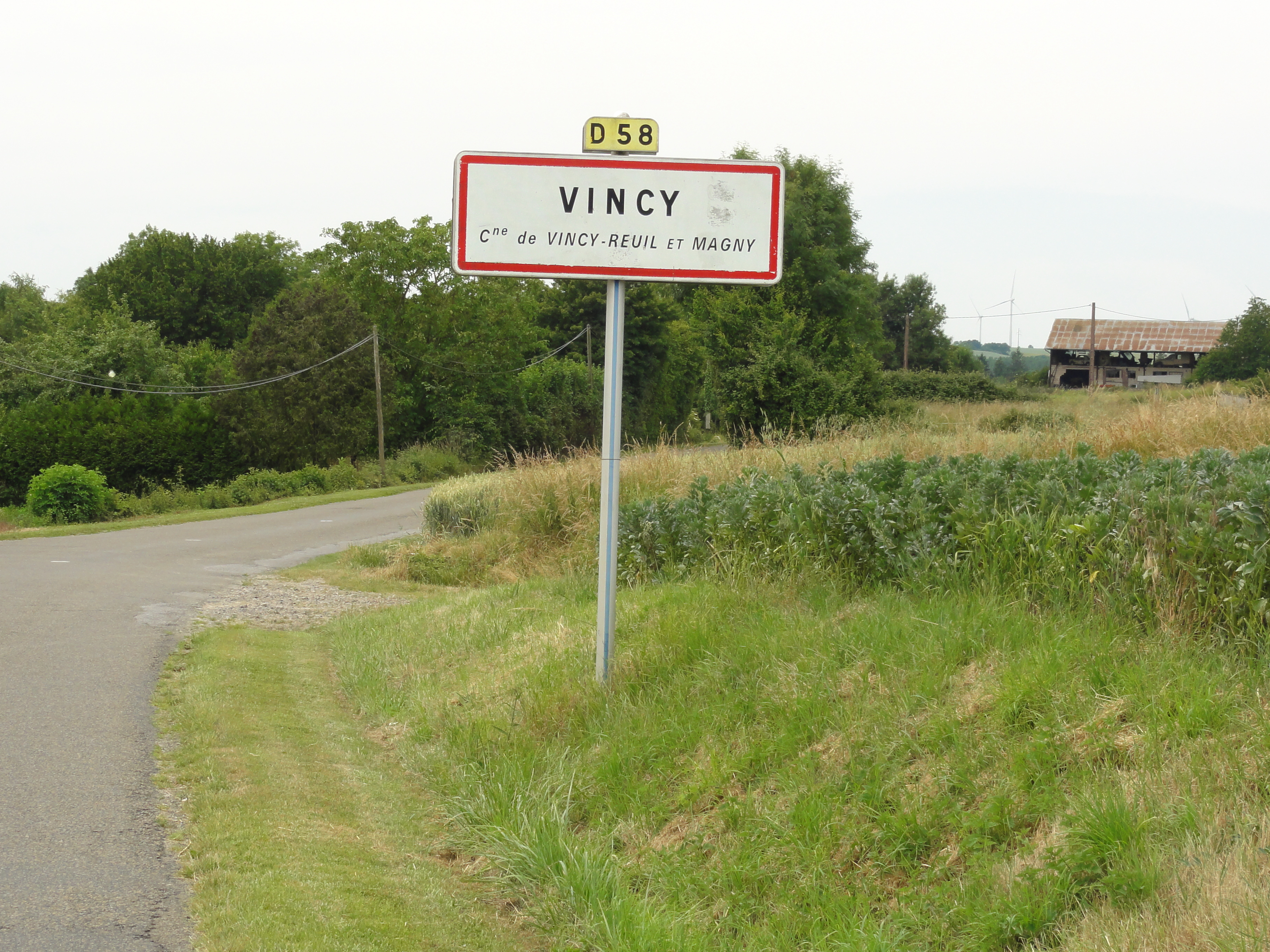
Entrée de Vincy.
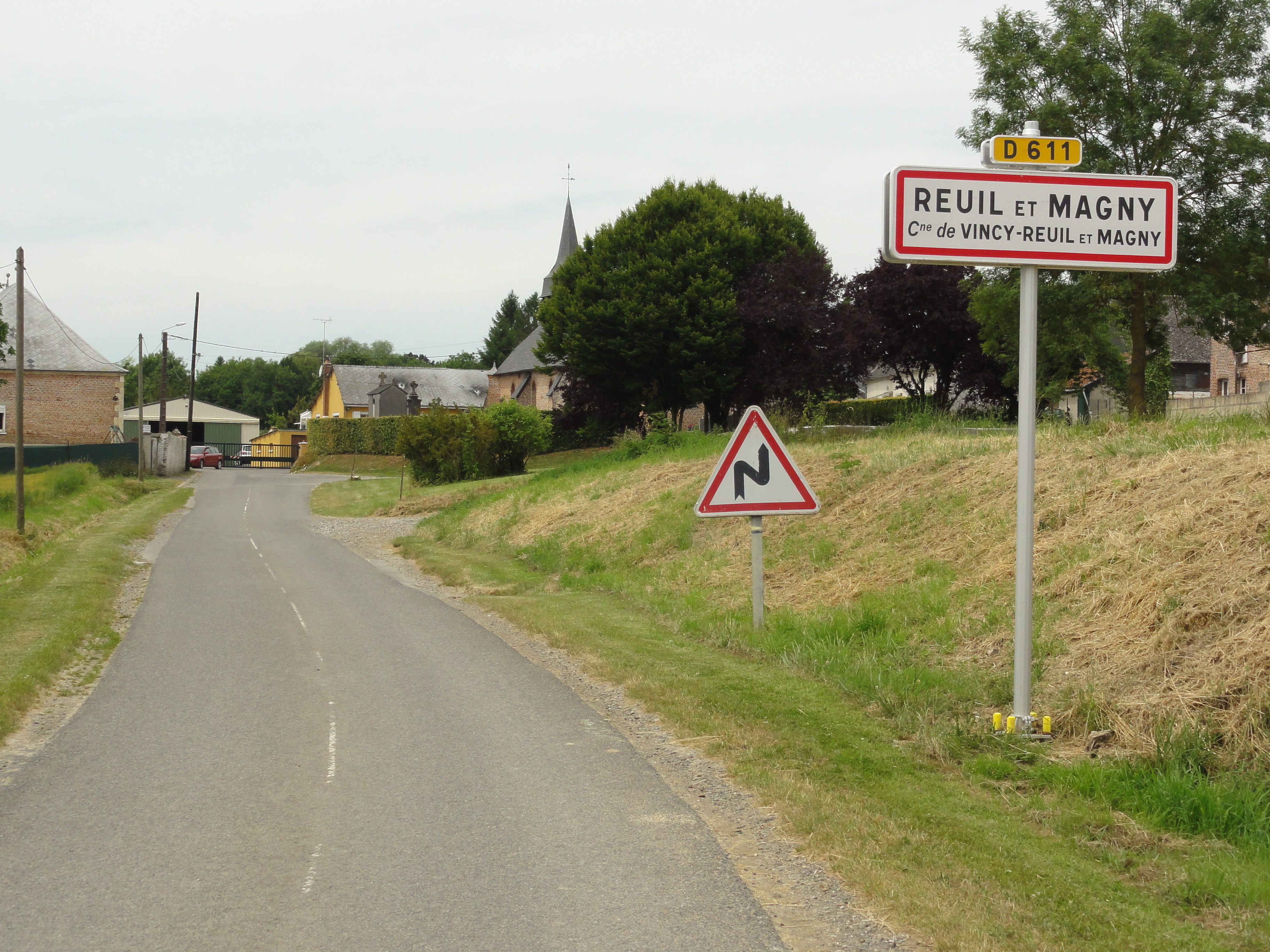
Entrée de Reuil-et-Magny.

### Hydrographie
La commune est située dans le bassin Seine-Normandie. Elle est drainée par la Serre,.
La Serre, d'une longueur de 96 km, prend sa source dans la commune de La Férée, à 265 m d'altitude, et se jette  dans l'Oise (rive gauche) à Danizy, à 52 m d'altitude, après avoir traversé 39 communes. Les caractéristiques hydrologiques du la Serre sont données par la station hydrologique située sur la commune de Montcornet. Le débit moyen mensuel est de 1,32 m3/s. Le débit moyen journalier maximum est de 28,5 m3/s, atteint lors de la crue du 7 janvier 2011. Le débit instantané maximal est quant à lui de 39,4 m3/s, atteint le 23 janvier 2009.

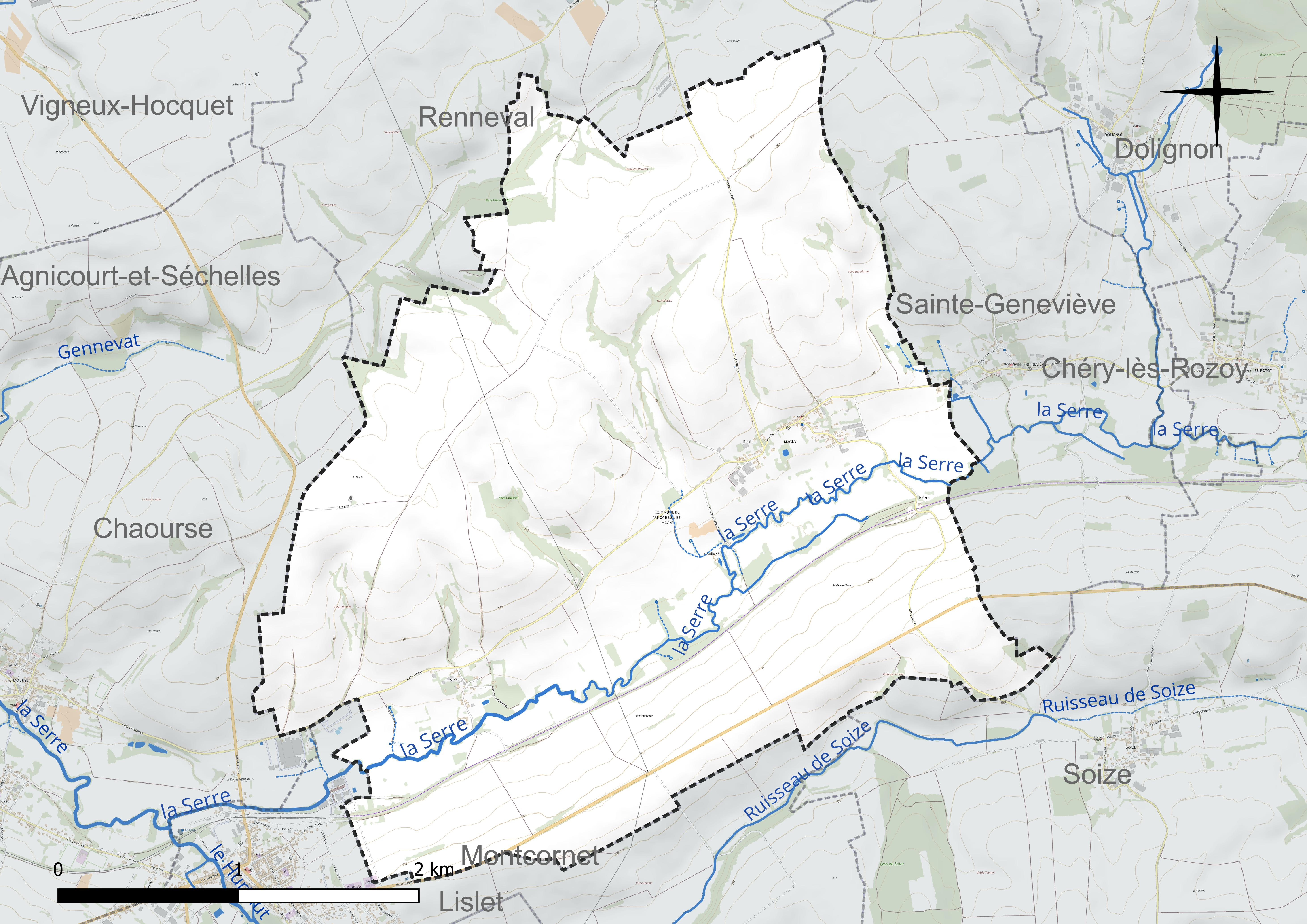
Réseau hydrographique de Vincy-Reuil-et-Magny.

### Climat
Pour des articles plus généraux, voir Climat des Hauts-de-France et Climat de l'Aisne.
En 2010, le climat de la commune est de type climat des marges montargnardes, selon une étude du CNRS s'appuyant sur une série de données couvrant la période 1971-2000. En 2020, Météo-France publie une typologie des climats de la France métropolitaine dans laquelle la commune est exposée à un climat océanique altéré et est dans la région climatique Nord-est du bassin Parisien, caractérisée par un ensoleillement médiocre, une pluviométrie moyenne régulièrement répartie au cours de l'année et un hiver froid (3 °C).
Pour la période 1971-2000, la température annuelle moyenne est de 10 °C, avec une amplitude thermique annuelle de 15,2 °C. Le cumul annuel moyen de précipitations est de 848 mm, avec 12,9 jours de précipitations en janvier et 9,7 jours en juillet. Pour la période 1991-2020, la température moyenne annuelle observée sur la station météorologique la plus proche, située sur la commune de La Selve à 17 km à vol d'oiseau, est de 10,8 °C et le cumul annuel moyen de précipitations est de 710,7 mm,. Pour l'avenir, les paramètres climatiques de la commune estimés pour 2050 selon différents scénarios d'émission de gaz à effet de serre sont consultables sur un site dédié publié par Météo-France en novembre 2022.

## Urbanisme

### Typologie
Au 1er janvier 2024, Vincy-Reuil-et-Magny est catégorisée commune rurale à habitat très dispersé, selon la nouvelle grille communale de densité à 7 niveaux définie par l'Insee en 2022.
Elle est située hors unité urbaine et hors attraction des villes,.

### Occupation des sols
L'occupation des sols de la commune, telle qu'elle ressort de la base de données européenne d'occupation biophysique des sols Corine Land Cover (CLC), est marquée par l'importance des territoires agricoles (97,2 % en 2018), une proportion identique à celle de 1990 (97,2 %). La répartition détaillée en 2018 est la suivante : 
terres arables (81 %), prairies (16,2 %), zones urbanisées (2,8 %).
L'évolution de l'occupation des sols de la commune et de ses infrastructures peut être observée sur les différentes représentations cartographiques du territoire : la carte de Cassini (XVIIIe siècle), la carte d'état-major (1820-1866) et les cartes ou photos aériennes de l'IGN pour la période actuelle (1950 à aujourd'hui).

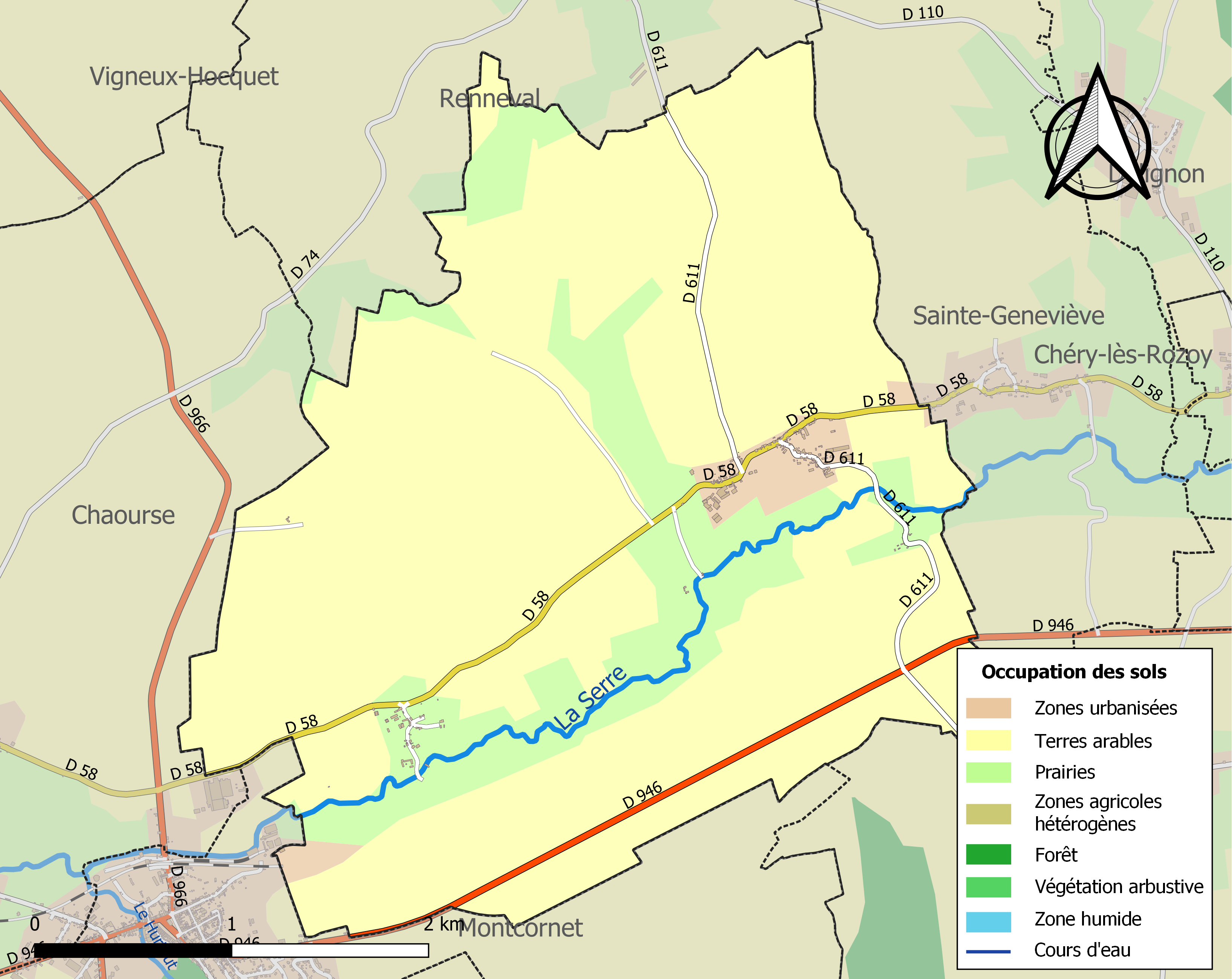
Carte de l'occupation des sols de la commune en 2018 (CLC).

## Toponymie
Le nom de la localité est attesté sous les formes Vinci (1229) ; Vinciacus (1251) ; Vinci-juxtà-Moncornet (XIIIe siècle) ; Vincy-Roit-et-Maigny (1416).
Reuil est un ancien hameau de la commune attesté sous les formes Rueil (1244) ; Royt (XIVe siècle) ; Roit (1405) ; Roye (1411) ; Roeu (1504) ; Reux.

De l'oil ruel, ruiel, riewel « ruisseau ».
Magny est un ancien hameau de la commune attesté sous les formes Maegnis (XIIIe siècle) ; Maigni (XIVe siècle) ; Magnis (1405) ; Maingny (1504) ; Maigny (1702).

## Histoire
Vincy, Reuil et Magny étaient trois paroisses indépendantes avant 1792.
Avant la révolution, la cure de Notre-Dame de Vincy et de Saint-Léger de Magny appartenait au chapitre de la collégiale de Rozoy. Les décimateurs étaient, à Vincy, ledit chapitre, le curé, le prieur du Troïart, l'abbaye de Saint-Denis-en- France et l'abbaye de Saint-Prix de Saint-Quentin ; à  Magny, le chapitre de Rozoy et le curé.
Par arrêté préfectoral du 20 décembre 2016, la commune est détachée le 1er janvier 2017 de l'arrondissement de Laon pour intégrer l'arrondissement de Vervins.

## Politique et administration

### Découpage territorial
La commune de Vincy-Reuil-et-Magny est membre de la communauté de communes des Portes de la Thiérache, un établissement public de coopération intercommunale (EPCI) à fiscalité propre créé le 22 décembre 1997 dont le siège est à Rozoy-sur-Serre. Ce dernier est par ailleurs membre d'autres groupements intercommunaux.
Sur le plan administratif, elle est rattachée à l'arrondissement de Vervins, au département de l'Aisne et à la région Hauts-de-France. Sur le plan électoral, elle dépend du  canton de Vervins pour l'élection des conseillers départementaux, depuis le redécoupage cantonal de 2014 entré en vigueur en 2015, et de la première circonscription de l'Aisne  pour les élections législatives, depuis le dernier découpage électoral de 2010.

### Administration municipale
| Période                                  | Période                       | Identité            | Étiquette | Qualité                                                   |
| ---------------------------------------- | ----------------------------- | ------------------- | --------- | --------------------------------------------------------- |
| avant 1875                               | après 1876                    | Gagneux             |           |                                                           |
| Les données manquantes sont à compléter. |                               |                     |           |                                                           |
| mars 2001                                | En cours (au 14 juillet 2020) | Edmond Van Ruymbeke | DVD       | Retraité de l'agriculture Réélu pour le mandat 2020-2026, |

## Démographie
L'évolution du nombre d'habitants est connue à travers les recensements de la population effectués dans la commune depuis 1793. Pour les communes de moins de 10 000 habitants, une enquête de recensement portant sur toute la population est réalisée tous les cinq ans, les populations de référence des années intermédiaires étant quant à elles estimées par interpolation ou extrapolation. Pour la commune, le premier recensement exhaustif entrant dans le cadre du nouveau dispositif a été réalisé en 2006.

En 2022, la commune comptait 103 habitants, en évolution de −11,97 % par rapport à 2016 (Aisne : −1,97 %, France hors Mayotte : +2,11 %).
| 1793 | 1800 | 1806 | 1821 | 1831 | 1836 | 1841 | 1846 | 1851 |
| ---- | ---- | ---- | ---- | ---- | ---- | ---- | ---- | ---- |
| 320  | 276  | 385  | 332  | 365  | 373  | 365  | 371  | 352  |

| 1856 | 1861 | 1866 | 1872 | 1876 | 1881 | 1886 | 1891 | 1896 |
| ---- | ---- | ---- | ---- | ---- | ---- | ---- | ---- | ---- |
| 308  | 323  | 304  | 272  | 264  | 252  | 288  | 257  | 224  |

| 1901 | 1906 | 1911 | 1921 | 1926 | 1931 | 1936 | 1946 | 1954 |
| ---- | ---- | ---- | ---- | ---- | ---- | ---- | ---- | ---- |
| 223  | 220  | 214  | 222  | 219  | 211  | 197  | 247  | 213  |

| 1962 | 1968 | 1975 | 1982 | 1990 | 1999 | 2006 | 2011 | 2016 |
| ---- | ---- | ---- | ---- | ---- | ---- | ---- | ---- | ---- |
| 204  | 170  | 190  | 149  | 140  | 144  | 132  | 125  | 117  |

| 2021 | 2022 | - | - | - | - | - | - | - |
| ---- | ---- | - | - | - | - | - | - | - |
| 107  | 103  | - | - | - | - | - | - | - |

## Lieux et monuments
- Église Saint-Léger de Vincy-Reuil-et-Magny à Magny.
- Monument aux morts.
- Lavoir.
- Croix de chemin à Reuil.
- Ancienne gare de Magny.

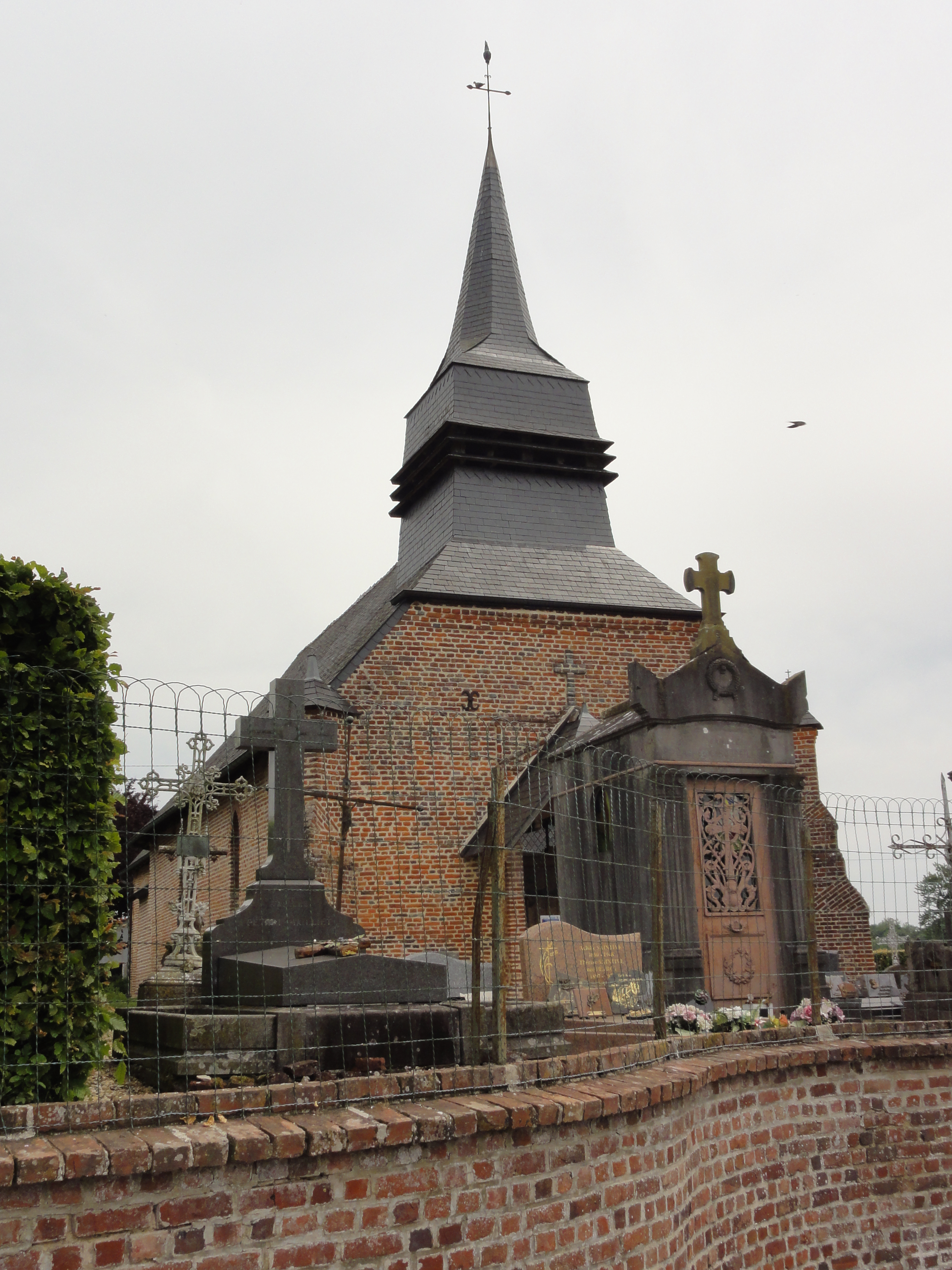
Église Saint-Léger.
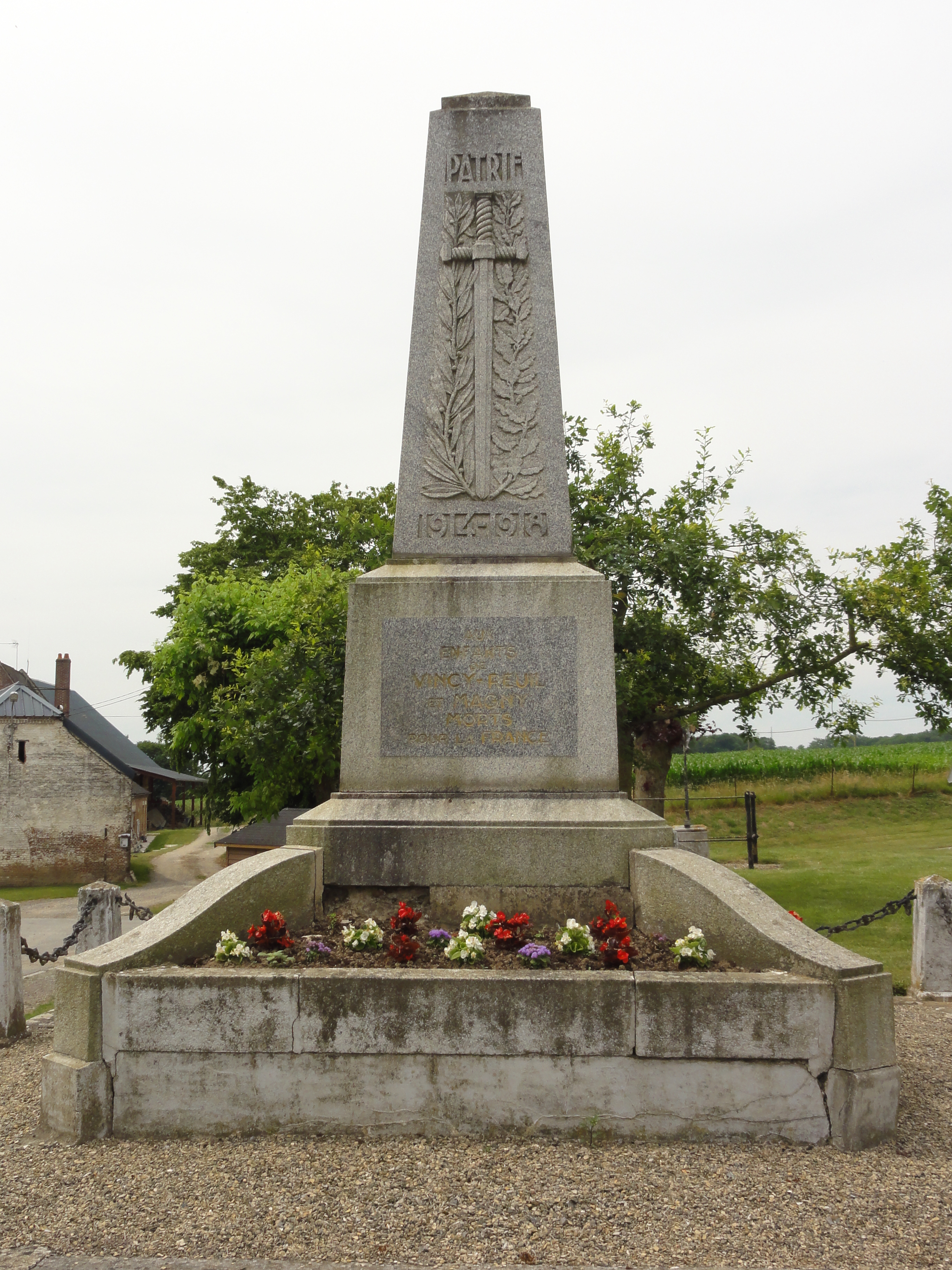
Monument aux morts.
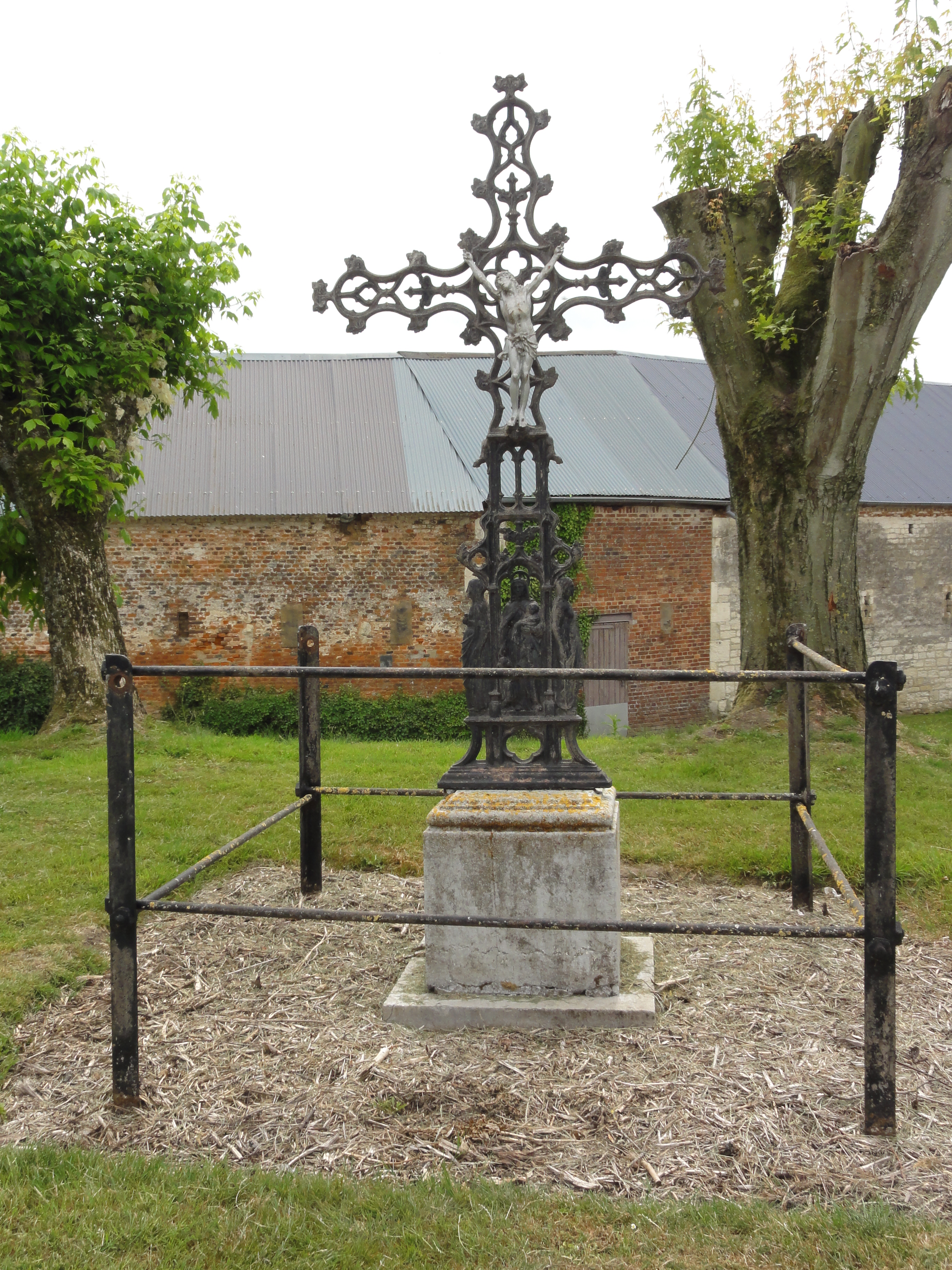
Croix de chemin.
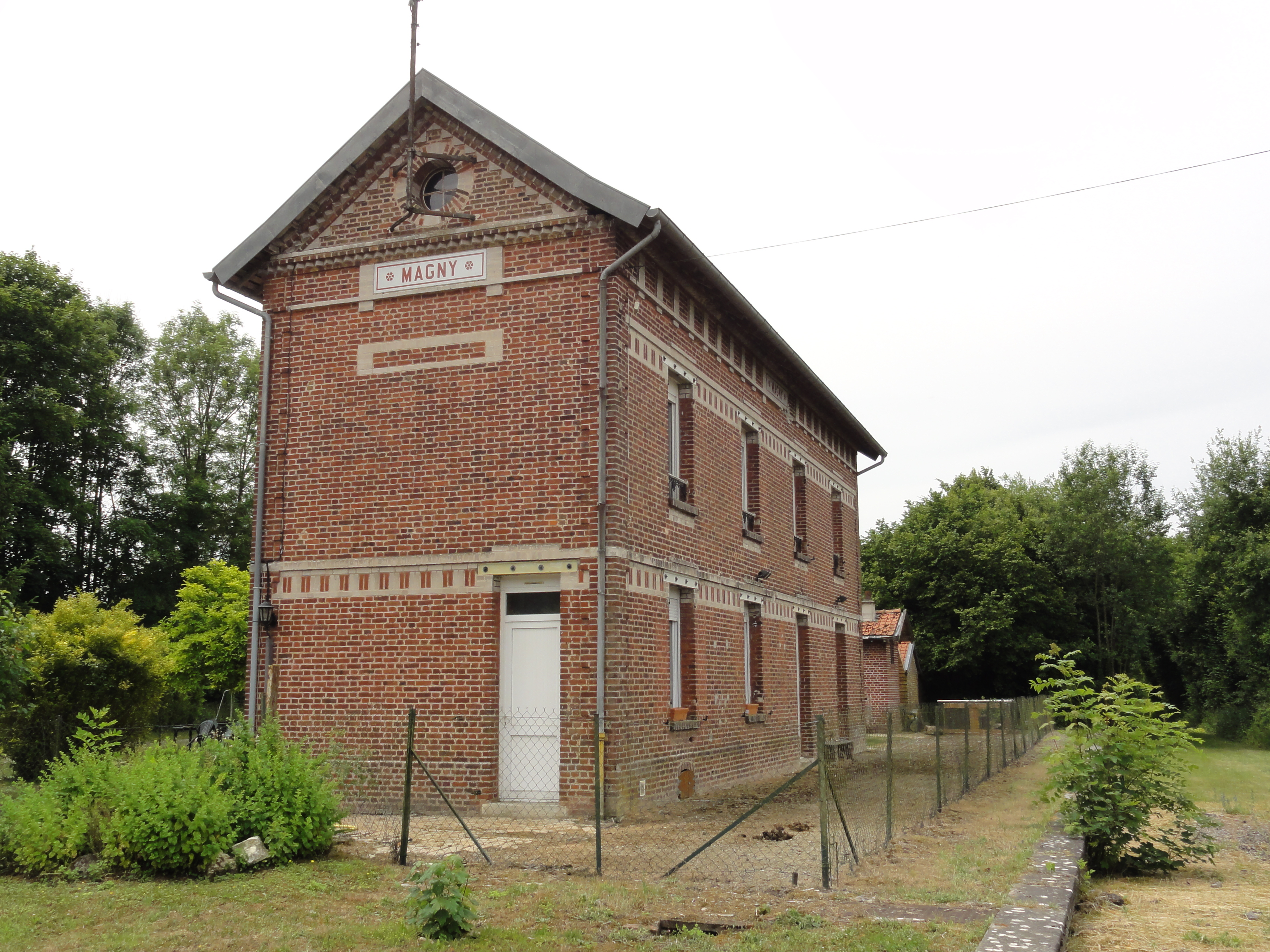
Ancienne gare de Magny.
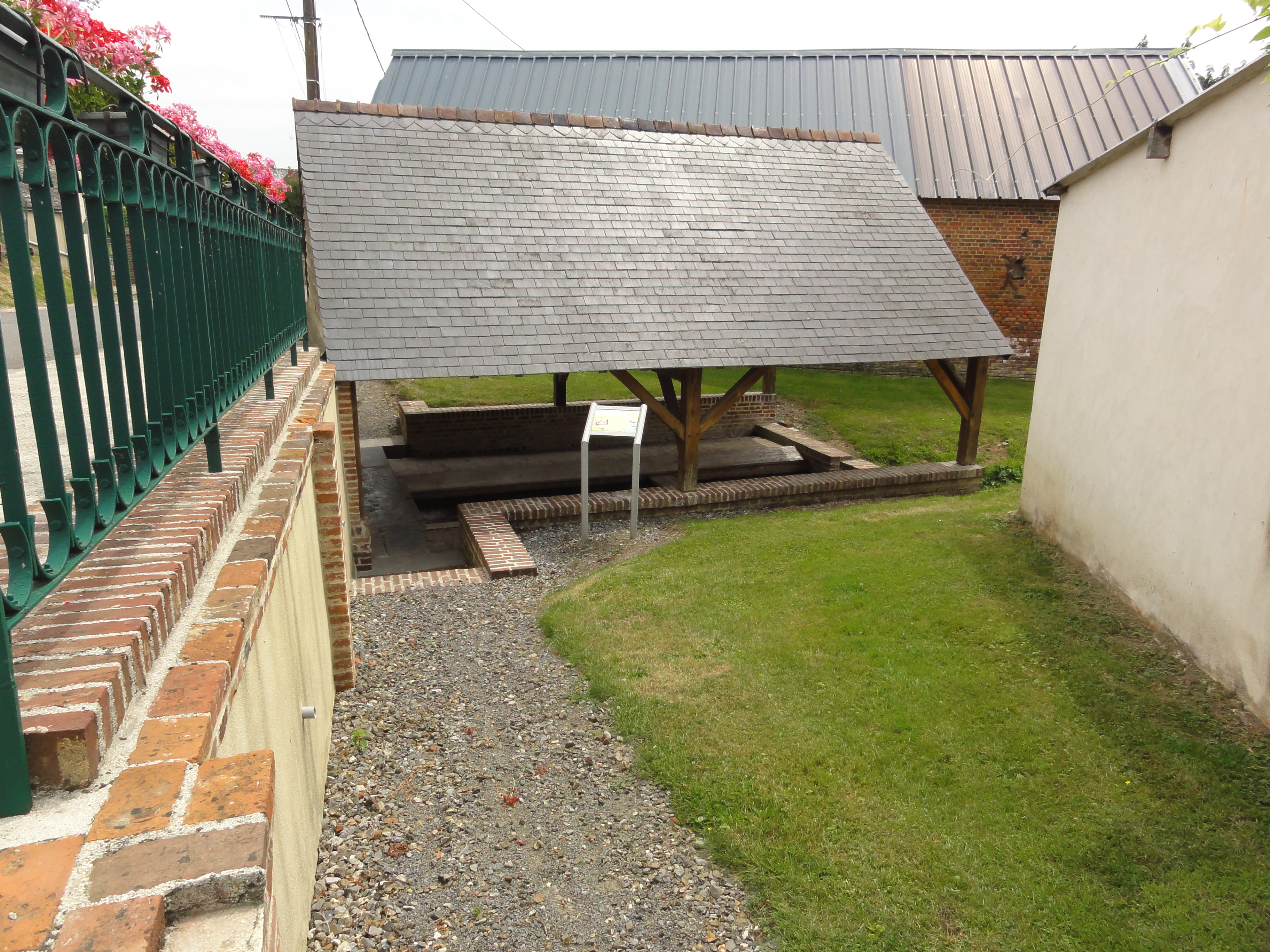
Lavoir.